# Perdonig
Perdonig (italienisch Predonico) ist eine Fraktion der Gemeinde Eppan im Überetsch in Südtirol (Italien). Perdonig liegt im Norden des Gemeindegebiets in Mittelgebirgslage auf rund 750–800 m, hoch über der Sohle des Etschtals auf der Westseite des Bozner Talkessels und unter den Felswänden des Gantkofels.

## Geschichte
Im Jahr 1220 wird Predonig ersturkundlich als „Predonigum“ genannt. Im landesfürstlichen Urbar Graf Meinhards II. von 1288 erscheint die Örtlichkeit als „ze Pradonie“. 1316 wird erstmals die Lokalkaplanei von St. Vigil erwähnt. Ihr Inhaber im Jahr 1435, „her Vlreich ab Pradonig“, war unter jenen Südtiroler Kaplänen und Priestern, die sich zur Abhaltung des Österreichischen Jahrtags an der Marienpfarrkirche Bozen verpflichteten. Der Name geht laut Schneller auf lateinisch pratum dominicum ‚Wiese des Grundherren‘ zurück.
Sehenswert sind die neu gestaltete Pfarrkirche zu den Hl. Vigilius und Ulrich von 1799 sowie der Vigiliushügel, auf dem Überreste einer spätantiken Höhensiedlung und der alten frühchristlichen St.-Vigilius-Kirche zu finden sind. Im Jahr 1931 wurden ein Schildbuckel und ein Reitersporn sowie vermutlich eine Riemenzunge gefunden, die aus einem Grab stammen sollen und in das späte 6. Jahrhundert datiert werden. Im Jahr 1938 wurde darüber hinaus eine Pferdchenfibel gefunden.

## Bildung
In Perdonig gab es eine Grundschule für die deutsche Sprachgruppe. Diese wurde 2022 aufgrund zu geringer Einschreibungszahlen geschlossen.

## Tourismus
Von Perdonig aus führen zahlreiche Wanderwege nach Nals, Andrian, Gaid, über Buchwald auf den Gantkofel, zum Eppaner Höhenweg und zu den Burgen Hocheppan, Boymont und Korb.
Die anspruchsvolle Strecke von St. Michael bis Perdonig und nach Buchwald bzw. nach Gaid ist zudem bei Radfahrern und Mountainbikern sehr beliebt.